# Drillbit Taylor
Drillbit Taylor (titulada No tan duro de pelar en España y Drillbit Taylor - Guardaespaldas escolar en Hispanoamérica) es una película cómica estadounidense de 2008 escrita por John Hughes (siendo este su último trabajo antes de su fallecimiento) y dirigida por Steven Brill.

## Argumento
La película empieza con dos amigos: Wade es un chico delgado para su edad y  vive con su mamá, su padrastro y sus dos hermanastros gemelos; mientras que Ryan es robusto y vive con su madre. En el primer día de clases, lleva por accidente la misma camisa. Ya en la escuela,(Nate Hartley y Troy Gentile), son testigos de cómo dos matones, Filkins y Ronnie (Alex Frost y Josh Peck), acosan a Emmit (David Dorfman), un estudiante bajito que ha sido el blanco fácil de las burlas al ser considerado un "bicho raro". Wade interviene en la pelea, pasando a ser el blanco de ambos abusones.
Al no poder defenderse, Wade sugiere a Ryan y Emmit, este último ahora amigo de ellos, publicar un anuncio por Internet para contratar a un guardaespaldas. Después de entrevistar a varios ex convictos, mercenarios y mafiosos, terminan por decantarse por Drillbit Taylor (Owen Wilson), un vagabundo que finge ser un militar y experto en artes marciales puesto que es el más "normal" de entre los candidatos y el que menos dinero exige. Sin embargo, sus intenciones, lejos de ayudarles, resulta ser la de ganarse su confianza para robarles y marcharse a Canadá.
Como consejo inicial, sugiere que busquen puntos en común con sus enemigos, el cual resulta ser el rap de estilo libre y con el que terminan por humillarles. Enfadados por dejarles en evidencia, tanto Filkins como Ronnie emboscan a ambos, pero cuando se disponen a defenderse con las tácticas de Drillbit, estas resultan ser un fracaso. Drillbit, todavía con la escena de "protegerles", decide hacerse pasar por un profesor suplente y así vigilar de cerca a los abusones. Una vez en el instituto, conoce a la profesora de literatura Lisa Zachey (Leslie Mann), con quien empieza una relación. 
De paso, aprovecha su situación como profesor para pagarles a Filkins y Ronnie con la misma moneda, haciéndoles trabajar de más en las clases de educación física y haciéndolos pasar al frente a menudo para que lean en voz alta. Esta situación dura por unos días hasta que una mañana, yendo hacia la escuela, Ronnie observa a Drillbit usando las duchas de la playa, y es entonces cuando su madre le revela que en realidad es un mendigo. Entonces, los dos matones confrontan a Drillbit, siendo este incapaz de defenderse. En consecuencia, Wade, Ryan y Emmit descubren que les ha estado mintiendo todo el tiempo y, además, que les ha estado robando en casa. Finalmente es despedido, no obstante, les devuelve las cosas en compensación sin que sus padres lleguen a percatarse.
En cuanto a Wade, Ryan, y Emmit, el acoso al que se ven sometidos va in crescendo, sin embargo son incapaces de convencer al director de que intermedie, puesto que Filkins continúa haciéndose la víctima, al mismo tiempo que ridiculiza a los chicos y a Brooke Nguyen (Valerie Tian), una joven de la que Wade está enamorado. Sin poder soportarlo más, Wade desafía a Filkins a una pelea, y este lo invita a una fiesta que hará en su casa esa misma noche. 
Una vez en la fiesta comienza la pelea, en la que Wade y Ryan son capaces de aguantar los golpes y descubren que, dentro de todo, saben pelear bien, hasta que Ronnie se suma para ayudar a Filkins. Emmit trata de sumarse, pero es noqueado rápidamente. Es allí cuando aparece Drillbit, quien se enteró de la pelea porque se había colado en casa de Wade para devolver unas cosas y leyó una carta que el chico le había escrito a su madre confesando lo que iba a hacer. Drillbit se enfrenta a Filkins y les dice que los deje en paz, pero este le responde golpeándolo, y vuelve a hacerlo cuando Drillbit trata de calmarlo. Finalmente, cuando uno de los chicos de la fiesta le avisa que Filkins tiene 18 años y por lo tanto es ya mayor de edad, Drillbit lo noquea en tres golpes. Sin embargo, lejos de acabar la pelea, Filkins entra a su casa y sale con una katana que lanza contra Wade, Ryan y Emmit, pero es interceptada por Drillbit justo antes de llegar a su destino, cortándole el dedo meñique de la mano izquierda.
Finalmente Drillbit y los chicos hacen las paces, justo cuando llega la policía, que se lleva a Filkins y también a Drillbit, por ser un desertor del ejército. En cuanto a Filkins y Ronnie, este primero fue derrotado, arrestado y deportado a Hong Kong, donde residen sus padres, para vivir bajo arresto domiciliario hasta que cumpla 21 años por intento de homicidio y servir alcohol a menores de edad. También se revela que Ronnie fue víctima de bullying y actualmente se ha sometido a una reeducación para mejorar su conducta, pasando a ser amigo de quienes hasta ahora fueron sus víctimas.
En cuanto a Drillbit, fue puesto en libertad tras tres semanas, para después iniciar una nueva relación con Lisa, y consigue un empleo como enfermero en la escuela donde estudian los chicos.

## Reparto
- Owen Wilson es Bob "Drillbit" Taylor.
- Nate Hartley es Wade Drennan.
- Troy Gentile es Ryan "T-Dog" Anderson.
- David Dorfman es Emmit Oosterhaus.
- Alex Frost es Terry Filkins.
- Josh Peck es Ronnie Lampanelli.
- Leslie Mann es Lisa Zachey.
- Danny McBride es Don Armstrong.
- Stephen Root es Director Neville Doppler.

## Recepción

### Taquilla
En su primer fin de semana en los cines de Estados Unidos y Canadá, la producción obtuvo una recaudación de 10,2 millones de dólares siendo la cuarta de la cartelera. La recaudación íntegra en el mercado nacional ascendió a 32.862.104 dólares y en el internacional a 49.690.625 dólares.

### Críticas
Las críticas recibidas fueron en su mayor parte negativas. Desde Rotten Tomatoes puntuaron el film con un 25% en la que se comentó que: "los encantos de Owen Wilson no sirvieron para salvar una insípida comedia adolescente sobre el acoso escolar". Por otro lado, en Metacritic las reseñas fueron dispares con un 41%.